# Fernando Bassoli
Fernando Bassoli (Carpi, 27 dicembre 1907 – Latina, 30 settembre 1988) è stato un politico italiano.

## Biografia
Originario della frazione carpigiana di Fossoli, in provincia di Modena, lavorò come dirigente della Cooperativa Braccianti della sua città, e nel 1935 si trasferì nell'Agro Pontino dove continuò a lavorare nelle opere di bonifica.
Iscritto al Partito Repubblicano Italiano, alla fine della guerra venne nominato commissario prefettizio di Latina nel 1945, in sostituzione del sindaco Cornelio Rosati, e venne poi eletto sindaco alle prime elezioni democratiche del 1946, alla guida di una giunta PRI-PCI.